# Trophée NHK 1987
Navigation
Édition précédente Édition suivante
Le Trophée NHK (en anglais : NHK Trophy) est une compétition internationale de patinage artistique qui se déroule au Japon au cours de l'automne. Il accueille des patineurs amateurs de niveau senior dans quatre catégories: simple messieurs, simple dames, couple artistique et danse sur glace.
Le neuvième Trophée NHK est organisé du 26 au 29 novembre 1987 à Kushiro.

## Résultats

### Messieurs
| Rang | Nom                | Pays             | Points | Prog. court | Prog. libre |
| ---- | ------------------ | ---------------- | ------ | ----------- | ----------- |
| 1    | Christopher Bowman | États-Unis       | 2.2    | 3           | 1           |
| 2    | Paul Wylie         | États-Unis       | 2.4    | 1           | 2           |
| 3    | Makoto Kano        | Japon            | 3.8    | 2           | 3           |
| 4    | Jung Sung-il       | Corée du Sud     | 6.0    | 5           | 4           |
| 5    | Dmitri Gromov      | Union soviétique | 6.6    | 4           | 5           |
| 6    | Zhang Shubin       | Chine            | 8.4    | 6           | 6           |
| 7    | David Liu          | Taipei chinois   | 10.8   | 7           | 8           |
| 8    | Oliver Höner       | Suisse           | 11.0   | 10          | 7           |
| 9    | Cameron Medhurst   | Australie        | 13.6   | 9           | 10          |

### Dames
| Rang | Nom             | Pays               | Points | Prog. court | Prog. libre |
| ---- | --------------- | ------------------ | ------ | ----------- | ----------- |
| 1    | Katarina Witt   | Allemagne de l'Est | 2.2    | 3           | 1           |
| 2    | Midori Ito      | Japon              | 2.4    | 1           | 2           |
| 3    | Tonya Harding   | États-Unis         | 3.8    | 2           | 3           |
| 4    | Juri Ozawa      | Japon              | 6.0    | 5           | 4           |
| 5    | Nancy Kerrigan  | États-Unis         | 6.6    | 4           | 5           |
| 6    | Tamara Téglássy | Hongrie            | 8.4    | 6           | 6           |
| 7    | Tracy-Lee Brook | Australie          | 10.2   | 8           | 7           |
| 8    | Mari Asanuma    | Japon              | 10.8   | 7           | 8           |
| 9    | Yibing Jiang    | Chine              | 12.6   | 9           | 9           |
| 10   | Sung Hee Koh    | Corée du Sud       | 14.0   | 10          | 10          |

### Couples
| Rang | Nom                                 | Pays             | Points | Prog. court | Prog. libre |
| ---- | ----------------------------------- | ---------------- | ------ | ----------- | ----------- |
| 1    | Elena Leonova / Guennadi Krasnitski | Union soviétique | 1.8    | 2           | 1           |
| 2    | Gillian Wachsman / Todd Waggoner    | États-Unis       | 2.4    | 1           | 2           |
| 3    | Katy Keeley / Joseph Mero           | États-Unis       | 4.2    | 3           | 3           |
| 4    | Melanie Gaylor / Lee Barkell        | Canada           | 5.6    | 4           | 4           |
| 5    | Danielle Carr / Stephen Carr        | Australie        | 7.8    | 7           | 5           |
| 6    | Katherine Kates / Robert Kates      | Canada           | 8.0    | 5           | 6           |
| 7    | Akiko Nogami / Yoichi Yamazaki      | Japon            | 9.4    | 6           | 7           |

### Danse sur glace
| Rang    | Nom                                   | Pays             | Points | Danse imposée | Danse originale | Danse libre |
| ------- | ------------------------------------- | ---------------- | ------ | ------------- | --------------- | ----------- |
| 1       | Natalia Bestemianova / Andreï Boukine | Union soviétique | 1.2    | 1             | 1               | 1           |
| 2       | Svetlana Liapina / Gorsha Sur         | Union soviétique | 2.4    | 2             | 2               | 2           |
| 3       | Susan Wynne / Joseph Druar            | États-Unis       | 4.2    | 4             | 4               | 3           |
| 4       | Lia Trovati / Roberto Pelizzola       | Italie           | 4.2    | 3             | 3               | 4           |
| 5       | Sharon Jones / Paul Askham            | Royaume-Uni      | 6.0    | 5             | 5               | 5           |
| 6       | Corinne Paliard / Didier Courtois     | France           | 7.2    | 6             | 6               | 6           |
| 7       | Tomoko Tanaka / Hiroyuki Suzuki       | Japon            | 8.4    | 7             | 7               | 7           |
| 8       | Penny Mann / Richard Perkins          | Canada           | 9.6    | 8             | 8               | 8           |
| Abandon | Viera Rehakova / Ivan Havranek        | Tchécoslovaquie  |        | 9             | 9               |             |

## Source
- 1987 NHK Trophy sur wikipedia anglais